# Лингхам, Хелена
Хеле́на Ли́нгхам (швед. Heléna Lingham, урождённая Хеле́на Све́нссон, швед. Heléna Svensson; род. 22 сентября 1963) — шведская кёрлингистка.

## Достижения
- Чемпионат мира по кёрлингу среди женщин: золото (1995), серебро (2001), бронза (1994, 2003).
- Чемпионат Европы по кёрлингу: золото (2002).
- Чемпионат Швеции по кёрлингу среди женщин: золото (1990, 1998, 2001, 2003), бронза (1999).[1]
- Первенство Европы по кёрлингу среди юниоров: золото (1984).
- Чемпионат Швеции по кёрлингу среди юниоров: золото (1984).
- Чемпионат Швеции по кёрлингу среди смешанных команд: золото (1983).

## Команды
| Сезон                                          | Четвёртый          | Третий            | Второй           | Первый           | Запасной            | Тренер             | Турниры                      |
| ---------------------------------------------- | ------------------ | ----------------- | ---------------- | ---------------- | ------------------- | ------------------ | ---------------------------- |
| 1983—84                                        | Katarina Hjorth    | Хелена Свенссон   | Karin Berggren   | Anna Eggertz     |                     |                    | ЧШЮ 1984 · ЧЕЮ 1984          |
| 1989—90                                        | Хелена Свенссон    | Лотта Гайзенфельд | Элизабет Ханссон | Анника Лёф       | Лена Мордберг       |                    | ЧШЖ 1990 · ЧМ 1990 (6 место) |
| 1990—91                                        | Анника Лёф         | Лотта Гайзенфельд | Хелена Свенссон  | Элизабет Ханссон | Лена Мордберг       |                    | ЧЕ 1990 (6 место)            |
| 1993—94                                        | Элизабет Юханссон  | Катарина Нюберг   | Луиз Мармонт     | Элизабет Перссон | Хелена Свенссон     |                    | ЧМ 1994                      |
| 1994—95                                        | Элизабет Густафсон | Катарина Нюберг   | Луиз Мармонт     | Элизабет Перссон | Хелена Свенссон     |                    | ЧМ 1995                      |
| 1996—97                                        | Катрин Норберг     | Хелена Свенссон   | Анна Блум        | Анника Лёф       | Маргарета Линдаль   | Стефан Хассельборг | ЧМ 1997 (5 место)            |
| 1997—98                                        | Анетте Норберг     | Катрин Норберг    | Хелена Свенссон  | Анна Блум        |                     |                    | ЧШЖ 1998                     |
| 1998—99                                        | Анетте Норберг     | Катрин Норберг    | Хелена Лингхам   | Анна Блум        |                     |                    | ЧШЖ 1999                     |
| 2000—01                                        | Анетте Норберг     | Катрин Норберг    | Ева Лунд         | Хелена Лингхам   | Мария Энгхольм (ЧМ) | Стефан Лунд (ЧМ)   | ЧШЖ 2001 · ЧМ 2001           |
| 2002—03                                        | Анетте Норберг     | Катрин Норберг    | Ева Лунд         | Хелена Лингхам   | Мария Хассельборг   | Стефан Лунд        | ЧЕ 2002                      |
| 2002—03                                        | Анетте Норберг     | Ева Лунд          | Катрин Норберг   | Хелена Лингхам   | Мария Прюц (ЧМ)     | Стефан Лунд (ЧМ)   | ЧШЖ 2003 · ЧМ 2003           |
| 2017—18                                        | Анетте Норберг     | Хелена Лингхам    | Anna Klange      | Анна Риндескуг   | Susanne Patz        | Тереза Вестман     | ЧМВ 2018 (4 место)           |
| 2018—19                                        | Анетте Норберг     | Хелена Кланге     | Хелена Лингхам   | Anna Klange      |                     |                    | ЧМВ 2019 (5 место)           |
| Кёрлинг среди смешанных команд (mixed curling) |                    |                   |                  |                  |                     |                    |                              |
| 1983                                           | Per Hedén          | Katarina Hjorth   | Håkan Nilsson    | Хелена Свенссон  |                     |                    | ЧШСК 1983                    |

(скипы выделены полужирным шрифтом)